# Samy Manga
Samy Manga est écrivain, ethno-musicien, sculpteur et militant écologiste camerounais. Né en 1980, c'est un écopoète, défenseur d'une écriture en faveur de l'écologie et de la biodiversité.

## Biographie
Samy Manga écrit à l'âge de 14 ans son tout premier recueil de poèmes,Terre de chez moi. Il fonde en 2012 l'association des écopoètes du Cameroun.
En 2014, l'institut français du Cameroun lui donne carte blanche pour faire une exposition et des ateliers. Quelques années plus tard, en 2018, lors des résidences artistiques de Mebou organisé par l'association maison des savoirs du Cameroun, il co-écrit un recueil de poésie villageoise en collaboration avec l’écrivain Faustin Embolo. La restitution se déroule en 2020.

### Démarche
Samy Manga promeut une démarche de littérature verte, l’écopoésie, une écriture en faveur de l'écologie et de la biodiversité.

## Œuvres
- 2012 : Les Acapella du bois, sculptures sur poésie, photographies de Aristide Esso, Paris-Yaoundé, Éditions Déclic.
- 2019 : Cendres et mémoires, co-auteur[7].
- 2020 : Corpses et unity, cadavres de l'unité.
- 2020 : Les hirondelles de Mebou, co-auteur.
- 2020 : Opinion poétique, co-écrit avec Caroline Despont, Paris, L'Harmattan, "Témoignages poétiques" (ISBN 978-2-34-321426-9)[8].
- 2023 : Chocolaté, le goût amer de la culture du cacao, Montréal, Éditions Écosociété, "Parcours" (ISBN 978-2-89-719866-4)[9],[10]. Paru sous le titre Choco Trauma, le goût amer de la culture du cacao, Casablanca, Éditions La Croisée des Chemins, 2024 (ISBN 978-9-92-051331-9)[11].
- 2024 : La dent de Lumumba. Régicide contre la colonie, Bruxelles, Éditions Météores, précédé de Nécessités régicides de Véronique Clette-Gakuba et David Jamar (ISBN 978-2-96-028876-6)[12].

## Prix et récompenses
- 2018 : prix poésie internationale CESE 47.
- 2021 : Grand prix de poésie africaine d'expression française[2].
- 2024 : Finaliste du Prix des cinq continents de la Francophonie et du Prix Ahmadou Kourouma pour son ouvrage Chocolaté, le goût amer de la culture du cacao[13].
- 2025 : En lice pour le 9e Prix Littéraire Richelieu de la Francophonie pour son ouvrage Chocolaté, le goût amer de la culture du cacao[14].